# Eazy-E
Eric Lynn Wright (7. září 1964 Compton, Kalifornie – 26. března 1995 Los Angeles, Kalifornie), známější jako Eazy-E byl americký rapper, který se narodil a vyrůstal ve městě Compton (chudé město poblíž Los Angeles). Je považován za jednoho z nejznámějších rapperů na západním pobřeží.

## Život
Eric Lynn Wright, známý pod svým uměleckým jménem Eazy-E, se narodil 7. září 1964 v Comptonu, Kalifornie, USA. Byl synem Richarda a Kathie Wrightových. Jeho otec pracoval na poště a matka byla řidičkou školního autobusu. Eric vyrostl v prostředí poznamenaném gangovou kulturou a zločinem. Opustil střední školu, ale později získal diplom GED (General Education Development).
Začátky hudební kariéry: Eazy-E se nejprve zapojil do drogového obchodu, aby se uživil. Nakonec se rozhodl investovat své peníze do hudebního průmyslu. V polovině 80. let založil nahrávací společnost Ruthless Records spolu s jím manažerem Jerrym Hellerem.
Vznik N.W.A: V roce 1987 spoluzaložil skupinu N.W.A (Niggaz Wit Attitudes), která se skládala z Eazy-E, Dr. Dre, Ice Cube, MC Ren a DJ Yella. Skupina se rychle proslavila svým tvrdým a realistickým zobrazením života na ulicích Comptonu a svým otevřeným postojem vůči policii a společenským problémům.
Debutové album a úspěch: N.W.A vydali své první album „N.W.A. and the Posse“ v roce 1987, ale skutečný průlom přišel s albem „Straight Outta Compton“ v roce 1988. Toto album bylo revoluční svým surovým zobrazením městského života a explicitními texty. Skladby jako „Fuck tha Police“ vyvolaly kontroverzi a přitáhly pozornost FBI.
Osobní tvorba: Eazy-E vydal své sólové album „Eazy-Duz-It“ v roce 1988, které mělo značný komerční úspěch. Album obsahovalo hity jako „Eazy-Er Said Than Dunn“ a „We Want Eazy“. Eazy-E byl známý svým jedinečným hlasem a stylem, který přispěl k jeho popularitě.
Rozpad N.W.A a další kariéra: Napětí uvnitř N.W.A vedlo k odchodu Ice Cube v roce 1989 a později i Dr. Dre v roce 1991. Po jejich odchodu se Eazy-E soustředil na rozvoj Ruthless Records a produkoval hudbu pro další umělce. Pokračoval ve své sólové kariéře a vydal několik dalších alb.
Osobní život: Eazy-E měl sedm dětí s šesti různými ženami. Jeho nejznámějšími dětmi jsou syn Lil Eazy-E, který také vstoupil do hudebního průmyslu, a dcera Erin Wright, známá jako Ebie.
Nemoc a smrt: V roce 1995 byl Eazy-E hospitalizován s těžkými respiračními problémy. Bylo mu diagnostikováno AIDS, které pravděpodobně získal prostřednictvím sexuálního styku. Veřejně oznámil svou diagnózu 16. března 1995. Zemřel o deset dní později, 26. března 1995, ve věku 30 let.
Dědictví: Eazy-E je považován za jednu z klíčových postav v historii hip hopu, zejména gangsta rapu. Jeho práce s N.W.A a sólová kariéra zanechaly trvalý vliv na hudební průmysl a kulturu. Je často označován jako „kmotr gangsta rapu“. Po jeho smrti pokračovalo Ruthless Records ve vydávání hudby a jeho odkaz žije dál prostřednictvím jeho dětí a fanoušků po celém světě.
Eazy-E byl nejen průkopníkem hudebního žánru, ale také hlasem své komunity a jedním z nejvlivnějších umělců své doby.

## Diskografie

### Sólové
- Eazy-Duz-It (1988)
- 5150: Home 4 Tha Sick (1991)
- It's On (Dr.Dre) 187um Killa (1993)
- Str8 Off Tha Streetz Of Muthaphukkin Compton (1995)
- Eternal E (1995)
- Impact of a Legend (2002)
- Featuring...Eazy-E (2007)

### s N.W.A
N.W.A.100 Miles And Runnin
- N.W.A and the Posse (1987)
- Straight Outta Compton (1988)
- Niggaz4life (1991)